# Liga Mexicana de Béisbol 2017
La Temporada 2017 de la Liga Mexicana de Béisbol fue la edición número 93. La fecha de inicio de la campaña fue el viernes 31 de marzo, el calendario regular constó de 111 juegos por equipo y concluyó el miércoles 9 de agosto. Para esta temporada se eliminaron las inauguraciones a visita recíproca.
Las series inaugurales fueron:
| 31 de marzo: 1. Monclova vs. México 2. Unión Laguna vs. Tijuana 3. Durango vs. Aguascalientes 4. Saltillo vs. Monterrey 5. León vs. Puebla 6. Veracruz vs. Oaxaca 7. Tabasco vs. Campeche 8. Quintana Roo vs. Yucatán |  | 4 de abril: 1. México en Saltillo 2. Aguascalientes en Unión Laguna 3. Monterrey en Monclova 4. Durango en Tijuana 5. León en Oaxaca 6. Puebla en Veracruz 7. Yucatán en Tabasco 8. Campeche en Quintana Roo |

En Asamblea de Presidentes, durante la cual se conciliaron intereses sobre diferentes temas deportivos y administrativos, de cara a la campaña 2017, se aprobó, sujeto al cumplimiento de una serie de requisitos, el cambio de plaza del club Delfines del Carmen a la ciudad de Durango, en donde el Ing. Virgilio Ruiz Isassi se mantendría al frente del club Generales de Durango, al cual se le solicitó cumplir con las adecuaciones señaladas por la LMB al Estadio Francisco Villa, ratificándose que habría una inversión de 35 millones de pesos en el inmueble para mejorar alumbrado, terreno de juego, gradas, clubhouses, dugouts, así como facilidades y servicios para los aficionados y medios de comunicación, todo esto como condicionante para que el equipo operara en la citada ciudad formando parte de la Zona Norte.
Asimismo, y también supeditado al cumplimiento de determinadas condiciones, se aprobó a la ciudad de León, Guanajuato, para formar parte del circuito con el club Bravos de León tomando el lugar de los Broncos de Reynosa. Para esto, el Estadio Domingo Santana tendría una inversión de 15 millones de pesos para arrancar su remodelación el 1 de enero de 2017, y dicho club estaría sujeto a que el estadio quedara remodelado en tiempo y forma, bajo el visto bueno de la LMB, para participar en la Zona Sur. Venta que finalmente fue aprobada al Sr. Arturo Blanco, quien sería el Presidente del Consejo de Administración del equipo Bravos de León, mientras el Lic. Mauricio Martínez sería el Presidente Ejecutivo del citado club.
En cuanto al club Acereros del Norte, se autorizó al Lic. Gerardo Benavides Pape la compra del 90% de las acciones, misma que fue ratificada. A la par, se aprobó la venta del 50% de las acciones del club Sultanes de Monterrey al Grupo Multimedios.
Con respecto al club Tigres de Quintana Roo, se informó por escrito a través de su propietario, Ing. Carlos Peralta Quintero, al presidente de la LMB, C.P. Plinio Escalante, su decisión de separarse de la Liga Mexicana de Béisbol, mencionando que el equipo estaría a la venta y que sería el Sr. Cuauhtémoc Rodríguez, Presidente Ejecutivo del club, quien se ocuparía de las gestiones necesarias. En primera instancia no se incluirían en la venta el nombre de Tigres y los logotipos que el equipo utilizó durante su permanencia en la LMB. Sin embargo, se concretó la venta del club, con todo y nombre, a un grupo de empresarios encabezados por Fernando Valenzuela, quien sería el Presidente del Consejo de Administración del equipo, además del Sr. Francisco Villanueva como el Presidente Ejecutivo y el Sr. Fernando Valenzuela Burgos como Presidente Ejecutivo Adjunto y Gerente General.
Por su parte, los Vaqueros Laguna cambiaron de nombre a Vaqueros Unión Laguna, así como de colores distintivos, regresando al guinda que usaron desde su fundación en 1940. Esto, debido al cambio de directiva.
Por otro lado, se ratificó que para la temporada 2017 de la LMB habría libre contratación de jugadores mexicanos nacidos en el extranjero. Al mismo tiempo se ratificó unánimemente en el cargo de presidente de la Liga Mexicana de Béisbol al C.P. Plinio Escalante Bolio.
Además se aprobó el desafío de jugadas mediante la repetición instantánea, pero solo los equipos que cumplieran con transmisión de sus juegos por televisión tendrían derecho al desafío de jugadas. Para esto, la vicepresidencia de operaciones de Minor League Baseball y el instructor de umpires de MiLB, Jorge Bauzá, trabajarían en conjunto con la LMB para desarrollar un proyecto sobre la operación del sistema, el cual fue presentado a la Asamblea de Presidentes en las Reuniones Invernales de diciembre de 2016, celebradas en Washington. En este rubro, se tendría proyectado que el centro del control estuviera en la Academia Ing. Alejo Peralta y Díaz Ceballos, ubicada en El Carmen, Nuevo León; sin embargo, se analizarían otras opciones, siendo finalmente la oficina de la LMB en la Ciudad de México en donde estaría ubicado el centro de operación, y serían los experimentados Ampáyers Jaime Gutiérrez y Marco Antonio Nava los encargados de analizar las repeticiones.
Cabe destacar que ante la restitución de la figura del Consejo Directivo, la Asamblea propuso de manera unánime al Lic. Gerardo Benavides Pape, como Presidente de dicho consejo. Asimismo, el Lic. Benavides Pape fue nombrado el nuevo representante de la LMB ante la National Association of Professional Baseball Leagues, como parte de la junta directiva de MiLB, denominada Board of Trustees. Además, la LMB informó que, tras la Asamblea de Presidentes celebrada en la Ciudad de México, se eligió al Lic. Javier Salinas como sucesor del C.P. Plinio Escalante en el puesto de Presidente Ejecutivo de la LMB, al cabo de la temporada 2017. Precisando que el Lic. Salinas asumiría desde ese momento el cargo de Presidente Adjunto de la LMB, con el objetivo de que hubiera una transición planificada y estructurada en el puesto, por lo que desempeñaría funciones conjuntas al frente de la LMB. El C.P. Escalante Bolio reiteró ante los directivos del circuito su decisión formal de dejar el puesto de presidente de la LMB al concluir la temporada. Por lo que el consejo directivo, encabezado por Gerardo Benavides Pape, se dio a la tarea de entrevistar a diferentes candidatos y determinó que el perfil de Salinas cumplía con las expectativas de la Liga. De igual manera, durante la junta se restituyeron las funciones del Consejo Directivo y de los Comités de la LMB, los cuales quedaron conformados de la siguiente forma:
Consejo Directivo: Lic. Gerardo Benavides Pape, Presidente; Lic. Roberto Mansur Galán, Vicepresidente; Sr. José Antonio Mansur Galán, Vicepresidente; Ing. Alejandro Uribe Herrera, Tesorero; e Ing. Eustacio Álvarez Flores, Secretario.
Comité de Finanzas: C.P. Juan José Arellano Hernández, Ing. Gabriel Escalante Castillo y Lic. Vicente Pérez Avellá Villa.
Comité de Negocios y Mercadotecnia: Ing. Alejandro Uribe Herrera, Sr. Arturo Blanco Díaz y Lic. Guillermo González Elizondo.
Comité Deportivo: Lic. Roberto Mansur Galán, Sr. José Antonio Mansur Galán e Ing. Erick Arellano Hernández.
Cabe mencionar que en la Asamblea de Presidentes realizada en el Country Club de Campeche, dentro del marco del Fin de Semana de las Estrellas, se acordó de manera unánime que la campaña 2018 se efectuaría con dos campeonatos, con el objetivo de incrementar el número de aficionados y de ofrecer una mejor competencia, así como de tener un mayor impacto mediático y de atraer a más patrocinadores. Dicho proyecto, cuyos detalles se darían a conocer más adelante, fue una propuesta del Lic. Javier Salinas, Presidente Adjunto de la LMB, de sostener dos calendarios el próximo año, misma que fue aprobada por los presidentes del circuito. Además también se aprobó de manera unánime que el Juego de Estrellas 2018 sería en la Ciudad de México, en la nueva casa de los Diablos Rojos del México; al mismo tiempo, el Lic. Gerardo Benavides Pape, Presidente del Consejo de Administración de los Acereros del Norte, solicitó la sede del Clásico de Media Campaña, por lo que Monclova sería la ciudad anfitriona en 2019.
Por otro lado, en una reunión con autoridades de las Grandes Ligas, en sus oficinas ubicadas en Park Avenue, en Nueva York, directivos de MLB ratificaron su reconocimiento a la LMB como el único circuito a través del cual se desarrollaría y firmaría talento mexicano hacia las Ligas Mayores. La MLB reiteró su compromiso para trabajar en conjunto con la LMB no solo en el desarrollo de jóvenes peloteros, sino también en el tema de negocios y de responsabilidad social. Asimismo, el Comisionado Rob Manfred y su oficina avalaron los planes futuros de la LMB en diferentes rubros, de cara a la campaña 2018 y subrayaron su completo apoyo. Al cabo de la reunión, se concluyó que este mismo año se cerraría un acuerdo entre las Grandes Ligas y todo el béisbol mexicano, a través de la LMB.
Posteriormente, en Asamblea de Presidentes, presidida por el C.P. Plinio Escalante Bolio, Presidente de la LMB, el Lic. Javier Salinas, Presidente adjunto del circuito, y el Lic. Gerardo Benavides Pape, en su calidad de Presidente del Consejo Directivo, se aprobó que el próximo año se jugaría con un calendario que contempla dos campeonatos, el cual iniciaría en abril y terminaría en noviembre, sobre el que se afinarían detalles en fechas próximas. Dicha reunión inició con un mensaje de bienvenida y apoyo por parte de Pat O' Conner, presidente de Minor League Baseball, quien estuvo presente en la junta y subrayó la importancia de la sinergia de MiLB con la LMB en los proyectos futuros. En la reunión se presentaron diferentes acuerdos comerciales que la LMB ha alcanzado en la parte digital con varias plataformas sociales. A la par, se presentaron diferentes valuaciones comerciales y digitales sobre la LMB durante la temporada regular y particularmente durante el fin de semana del Juego de Estrellas, celebrado en Campeche. También se aprobó la realización del Seminario de Innovación de la LMB, los días 17 y 18 de octubre, el cual contemplaría más de una decena de conferencias, para las áreas deportiva, administrativa, de mercadotecnia y comunicación, de los clubes del circuito. Además, de manera unánime, se aprobó el plan comercial de la LMB, el cual contempla un esquema mucho más agresivo para los asociados del circuito, mediante el cual las marcas tendrían una mayor rentabilidad en su retorno de inversión. Por último, se confirmó la tercera edición de la Liga Invernal Mexicana, la cual iniciaría, tentativamente el 20 de octubre.
En cuanto a la transmisión de juegos por televisión, se informó que la LMB renovó su convenio de difusión con Televisa Deportes Network, cadena por la cual se transmitirían dos juegos semanales durante la temporada regular (jueves y domingo), así como el Juego de Estrellas y la Serie del Rey. Además de los encuentros de los jueves y los domingos, cuando la programación lo permitiera, se agregarían juegos los viernes, todos por la señal de Univisión TDN. De igual manera, se informó que la LMB alcanzó un acuerdo con Megacable para transmitir hasta cinco juegos diarios durante la temporada regular. Esta empresa de comunicación también transmitiría el Juego de Estrellas y la Serie del Rey. También se informó que nuevamente la LMB trabajaría de la mano de AYM Sports, empresa que transmite en Internet los juegos del circuito, mediante la compra de tarjetas de prepago por medio de la página web LMB.TV. Asimismo, Cinépolis y la Liga Mexicana de Béisbol (LMB) lograron una sinergia histórica para la difusión del circuito a través de Cinépolis KLIC, ya que a partir de la postemporada 2017 algunos de los encuentros de la LMB serían transmitidos en vivo vía streaming por dicha plataforma. Finalmente, TV Azteca y la LMB anunciaron un convenio que incluiría la transmisión de la Serie del Rey 2017, así como los dos campeonatos y postemporadas de 2018, con lo que se dio el regreso formal de la LMB a la televisión abierta por el canal a+.
Por otra parte, la marca New Era presentó un proyecto de mercadotecnia con diferentes temáticas, que se ejecutaría a lo largo de la temporada en conjunto con los clubes que conforman el circuito.
Los Toros de Tijuana dirigidos por Pedro Meré se coronaron campeones al superar 4-1 a los Pericos de Puebla en la serie por el título. El juego decisivo se disputó el 10 de septiembre en el Estadio Hermanos Serdán de Puebla, Puebla.
La Serie Final por el título de la LMB denominada Serie del Rey, fue transmitida por televisión por a+, AYM Sports y Univisión TDN. Vía streaming por Cinépolis KLIC e Internetv.tv. Mientras que la Cadena Rasa la transmitió por radio a nivel nacional por decimotercer año consecutivo.

## Cambios en la competencia
Para esta campaña se mantuvo el mismo sistema de competencia. Por lo que los tres primeros lugares de cada zona calificaron a la postemporada, y el quinto y cuarto sostuvieron un juego de eliminación directa, siempre y cuando la diferencia entre ellos no haya sido mayor a 3.0 encuentros. Dicho juego de eliminación directa entre 5º y 4º lugar fue el viernes 11 de agosto. En caso de que haya sido necesario un juego de desempate, éste se llevaría a cabo el jueves 10 de agosto y el juego de eliminación directa se recorrería para el sábado 12 de agosto. Las primeras series de playoffs, en ambas zonas, iniciaron el domingo 13 de agosto. Las Series de Campeonato comenzaron el jueves 24 de agosto y la Serie del Rey el martes 5 de septiembre. Todas las series de playoffs fueron a ganar 4 de 7 juegos posibles. 
Respecto al Juego de Estrellas, este ya no definió la localía en el arranque de la Serie del Rey, la cual inició en casa del equipo con el mejor porcentaje de ganados y perdidos. Además se estableció un reconocimiento para el equipo líder de la temporada regular, independientemente de la Copa Zaachila, trofeo que recibe anualmente el club campeón de la LMB, siendo los Leones de Yucatán los primeros galardonados con dicho reconocimiento al ser los líderes de la temporada 2016.
Por otro lado, se establecieron los siguientes topes salariales: los mexicanos tuvieron un sueldo mensual máximo de 150 mil pesos. Los extranjeros que ya jugaron en el circuito, y con base en su calidad, ganaron como tope 8 mil dólares. Los jugadores extranjeros de primera firma no podrían percibir por encima de los 6 mil dólares. Los jugadores mexicanos nacidos en el extranjero también cobrarían en moneda nacional y con tope de 150 mil pesos. Asimismo, la fecha límite para la entrega de contratos de jugadores para la campaña 2017 fue el 24 de febrero, mismo día en que la LMB celebró su Asamblea de Presidentes, en la Ciudad de México.
Solo tres jugadores, de más o tres años en la LMB, no firmaron su contrato para la temporada 2017: 
1. John Paul Luján Villegas, de Vaqueros Unión Laguna.
2. Luis Fernando Porchas Mada, de Olmecas de Tabasco.
3. Fernando Valenzuela Burgos, de Leones de Yucatán.

Jugadores mexicanos nacidos en el extranjero
Respecto a los jugadores mexicanos nacidos en el extranjero, los directivos de los 16 clubes de la Liga Mexicana de Béisbol, sostuvieron una reunión el miércoles 1 de febrero en un hotel de Houston, Texas, con Pat O'Conner, presidente de Minor League Baseball, a la cual la LMB está afiliada. Con él se trató el tema referente a la contratación de jugadores mexicanos nacidos en el extranjero por las organizaciones de la Liga en 2017. La sesión inició con una junta en la que se encontraban todos los directivos presentes, posteriormente O'Conner se reunió por separado con cada uno de los dos grupos, los cuales presentaron sus posturas y argumentos ante MiLB sobre la contratación de jugadores mexicanos nacidos en el extranjero, en el que un grupo optaba por la contratación limitada de peloteros mexicanos nacidos fuera de territorio nacional y el otro grupo por una contratación libre.
Tras las juntas de trabajo, se concluyó lo siguiente: 
1. MiLB solo reconocería al C.P. Plinio Escalante Bolio como presidente de la Liga Mexicana de Béisbol, lo cual fue aceptado por los directivos de los 16 clubes que integraban el circuito mexicano.
2. Asimismo, los directivos de la LMB aceptaron que fuese MiLB la que emitiría el día 7 de febrero una resolución sobre cómo se integrarían los rosters de las organizaciones durante la temporada 2017, con el objetivo de que el circuito se llevara a cabo con sus 16 clubes.
3. Por último, la MiLB brindaría asesoramiento al C.P. Escalante Bolio en la revisión y análisis de documentos y papelería para concretar la venta del club Broncos de Reynosa a los empresarios de la ciudad de León, Guanajuato. Así como en cualquier otro asunto que se refiriera a la operación de la LMB, principalmente si se trataba de algún tema en que haya habido diferencias entre las opiniones de los asociados.[27]

La resolución se dio el martes 7 de febrero, y fue que no habría  límites de roster para los jugadores de doble nacionalidad. Por lo que la suspensión de firma de jugadores impuesta en la reunión celebrada el 1 de febrero en Houston quedó removida.
Antidopaje
Ante la suspensión de funciones del laboratorio de la CONADE, la LMB cotizó y estudió diferentes opciones como la Universidad de California, laboratorios de Cuba y laboratorios mexicanos. Finalmente la Liga Mexicana de Béisbol, el Ministerio del Deporte de Cuba y el Laboratorio Antidopaje de La Habana, celebraron un contrato para que el citado centro de diagnóstico fuese el encargado de realizar las pruebas antidopaje durante la temporada 2017.
Respecto a los últimos resultados de los exámenes aplicados en la temporada 2016 se dieron a conocer los nombres de jugadores con resultado adverso:
1. Carlos Alberto Valencia, Toros de Tijuana, anfetaminas.

A dicho jugador se les suspendió 50 juegos en la LMB, los cuales debió cumplir estando registrado en alguna lista de reserva.
En cuanto a resultados correspondientes a la postemporada 2016, cuatro fueron adversos:
1. Hassan Pena, Sultanes de Monterrey, marihuana.
2. Olmo Rosario, Toros de Tijuana, anfetaminas.
3. Miguel Ángel González, Toros de Tijuana, anfetaminas.
4. Albino Contreras, Leones de Yucatán, anfetaminas.

A los primeros tres peloteros se les suspendió 50 juegos en la LMB, los cuales debieron cumplir estando registrados en alguna lista de reserva. En caso de que uno de estos jugadores completara su suspensión y estuviera activo en un equipo que calificara a los playoffs, dicho jugador no podría actuar en la postemporada.
En tanto, a Albino Contreras se le suspendió 100 juegos en la LMB, debido a que fue la segunda vez que arrojó un resultado positivo, los cuales debió cumplir estando registrado en alguna lista de reserva. De igual manera, si completara su suspensión y el equipo en el cual estuviera activo calificara a playoffs, no podría actuar en la postemporada.
En el caso de los jugadores Cyle Hankerd y Travis Blackley, de Diablos Rojos del México y Pericos de Puebla, respectivamente, quienes dieron positivo a una sustancia prohibida por el reglamento antidopaje, tuvieron la obligación de acudir a una entrevista con un comité de especialistas que analizaría su situación, ya que estaban bajo prescripción médica, y este comité determinaría si se ratificaba o se cambiaba su medicamento, debido a que contaban con una autorización previa por parte del médico oficial de Grandes Ligas.
Calendario
- Calendario Temporada 2017.

## Equipos participantes
| Liga Mexicana de Béisbol 2017 |                              |           |                          |                                |                                      |           |
| Zona                          | Equipo                       | Fundación | Mánager                  | Ciudad                         | Estadio                              | Capacidad |
| Norte                         | Acereros del Norte           | 1974      | Jorge Luis Loredo        | Monclova, Coahuila             | Monclova                             | 8,500     |
| Norte                         | Diablos Rojos del México     | 1940      | Miguel Ojeda             | Ciudad de México               | Fray Nano                            | 5,000     |
| Norte                         | Generales de Durango         | 2016      | Joe Álvarez              | Durango, Durango               | Francisco Villa                      | 4,983     |
| Norte                         | Rieleros de Aguascalientes   | 1975      | Homar Rojas              | Aguascalientes, Aguascalientes | Alberto Romo Chávez                  | 6,494     |
| Norte                         | Saraperos de Saltillo        | 1970      | Marco Antonio Romero     | Saltillo, Coahuila             | Francisco I. Madero                  | 16,000    |
| Norte                         | Sultanes de Monterrey        | 1939      | Félix Fermín             | Monterrey, Nuevo León          | Monterrey                            | 22,061    |
| Norte                         | Toros de Tijuana             | 2004      | Pedro Meré               | Tijuana, Baja California       | Gasmart                              | 17,000    |
| Norte                         | Vaqueros Unión Laguna        | 1940      | Ramón Orantes            | Torreón, Coahuila              | Revolución                           | 9,500     |
| Sur                           | Bravos de León               | 1978      | Luis Carlos Rivera       | León, Guanajuato               | Domingo Santana                      | 6,500     |
| Sur                           | Guerreros de Oaxaca          | 1996      | Alfonso Jiménez          | Oaxaca, Oaxaca                 | Eduardo Vasconcelos                  | 7,200     |
| Sur                           | Leones de Yucatán            | 1954      | Juan Francisco Rodríguez | Mérida, Yucatán                | Kukulcán Álamo                       | 14,917    |
| Sur                           | Olmecas de Tabasco           | 1975      | Vicente Palacios         | Villahermosa, Tabasco          | Centenario 27 de Febrero             | 8,500     |
| Sur                           | Pericos de Puebla            | 1938      | Tim Johnson              | Puebla, Puebla                 | Hermanos Serdán                      | 12,112    |
| Sur                           | Piratas de Campeche          | 1980      | Lino Connell             | Campeche, Campeche             | Nelson Barrera Romellón              | 6,000     |
| Sur                           | Rojos del Águila de Veracruz | 1903      | Eddy Castro              | Veracruz, Veracruz             | Deportivo Universitario "Beto Ávila" | 7,782     |
| Sur                           | Tigres de Quintana Roo       | 1955      | Héctor Hurtado           | Cancún, Quintana Roo           | Beto Ávila                           | 9,500     |

## Posiciones
- Actualizadas las posiciones al 9 de agosto de 2017. [31]

| Zona Norte     | Zona Norte | Zona Norte | Zona Norte | Zona Norte |
| Equipo         | JG         | JP         | PCT        | JV         |
| -------------- | ---------- | ---------- | ---------- | ---------- |
| Tijuana        | 76         | 34         | .691       | -          |
| Monterrey      | 68         | 41         | .624       | 7.5        |
| Monclova       | 67         | 41         | .620       | 8.0        |
| Aguascalientes | 64         | 46         | .582       | 12.0       |
| Unión Laguna   | 60         | 49         | .550       | 15.5       |
| México         | 57         | 52         | .523       | 18.5       |
| Saltillo       | 44         | 64         | .407       | 31.0       |
| Durango        | 43         | 66         | .394       | 32.5       |

| Zona Sur     | Zona Sur | Zona Sur | Zona Sur | Zona Sur |
| Equipo       | JG       | JP       | PCT      | JV       |
| ------------ | -------- | -------- | -------- | -------- |
| Yucatán      | 63       | 42       | .600     | -        |
| Puebla       | 56       | 54       | .509     | 9.5      |
| Quintana Roo | 49       | 56       | .467     | 14.0     |
| Veracruz     | 48       | 57       | .457     | 15.0     |
| León         | 45       | 60       | .429     | 18.0     |
| Campeche     | 43       | 63       | .406     | 20.5     |
| Oaxaca       | 40       | 67       | .374     | 24.0     |
| Tabasco      | 38       | 69       | .355     | 26.0     |

| Clasificado a los playoffs |

| Clasificado como comodín |

## Juego de Estrellas
El Juego de Estrellas de la LMB se realizó el domingo 18 de junio en el Estadio Nelson Barrera Romellón de Campeche, Campeche, casa de los Piratas de Campeche. En dicho encuentro la Zona Norte se impuso a la Zona Sur por 4-3. Jesús "Jesse" Castillo de los Rieleros de Aguascalientes fue elegido el jugador más valioso del encuentro. Previo al partido, el sábado por la noche, se efectuó la entrega de anillos de los participantes del Juego de Estrellas 2017. Cabe destacar que dos días antes del partido, el viernes por la noche, se efectuó la premiación a lo mejor del 2016 en una Cena de Gala, ceremonia en la cual se rindió un homenaje al C.P. Plinio Escalante Bolio, quien al cabo de la temporada daría por terminada su gestión al frente del circuito.
En una cobertura histórica, el Home Run Derby "Alejandro Ortiz" y el Juego de Estrellas 2017 fueron transmitidos por 14 cadenas de televisión, incluida una señal abierta. Las empresas televisivas que transmitieron el HR Derby y el Juego de Estrellas fueron: a+, Univisión TDN, ESPN 2, 52MX, TVC Deportes, AYM Sports, Latin American Sports, Multimedios Televisión, Mega Sports, TV4, TRC, Telemar, Mayavisión y Telesur. Asimismo, Cadena Rasa fue la encargada de la transmisión por radio de ambos eventos.
- Programa del Juego de Estrellas 2017.
- Roster Zona Norte.
- Roster Zona Sur.
- Video de la Cena de Gala JE2017.
- Video de la Ceremonia de Entrega de Anillos JE2017.
- Galería: Juego de Estrellas 2017.

### Tirilla
| Equipo                                                                             | 1 | 2 | 3 | 4 | 5 | 6 | 7 | 8 | 9 | C | H  | E |
| ---------------------------------------------------------------------------------- | - | - | - | - | - | - | - | - | - | - | -- | - |
| Zona Norte                                                                         | 0 | 1 | 3 | 0 | 0 | 0 | 0 | 0 | 0 | 4 | 10 | 1 |
| Zona Sur                                                                           | 2 | 1 | 0 | 0 | 0 | 0 | 0 | 0 | 0 | 3 | 8  | 0 |
| G: José Oyervídez (1-0, 0.00); P: Yoanner Negrín (0-1, 27.00); SV: Jason Urquídez. |   |   |   |   |   |   |   |   |   |   |    |   |
| HR: NTE - Jesús Castillo; SUR - C. J. Retherford. ASIST: 10,657.                   |   |   |   |   |   |   |   |   |   |   |    |   |

- Video del Juego de Estrellas 2017.

### Home Run Derby
El Home Run Derby "Alejandro Ortiz" se realizó el sábado 17 de junio, al cual acudieron los líderes de cuadrangulares del circuito. El venezolano Frank Díaz de los Piratas de Campeche conectó ocho cuadrangulares en la ronda final para superar al italiano Alex Liddi de los Toros de Tijuana, quien conectó seis en la última ronda.
- Video del HR Derby 2017.

#### Jugadores participantes
| Nombre         | Equipo                     | HR |
| -------------- | -------------------------- | -- |
| Corey Brown    | Toros de Tijuana           | 17 |
| Alex Liddi     | Toros de Tijuana           | 16 |
| Jesús Castillo | Rieleros de Aguascalientes | 14 |
| Yadir Drake    | Generales de Durango       | 14 |

| Nombre            | Equipo                       | HR |
| ----------------- | ---------------------------- | -- |
| Leandro Castro    | Bravos de León               | 13 |
| Balbino Fuenmayor | Rojos del Águila de Veracruz | 12 |
| Frank Díaz        | Piratas de Campeche          | 11 |
| Issmael Salas     | Pericos de Puebla            | 9  |

NOTA: Home runs al 15 de junio de 2017.

#### Tabla de posiciones
| Jugador           | Equipo         | 1ª Ronda | 2ª Ronda | Final | Total |
| ----------------- | -------------- | -------- | -------- | ----- | ----- |
| Frank Díaz        | Campeche       | 7        | 11       | 8     | 26    |
| Alex Liddi        | Tijuana        | 5        | 14       | 6     | 25    |
| Leandro Castro    | León           | 10       | 7        | -     | 17    |
| Issmael Salas     | Puebla         | 5        | 6        | -     | 11    |
| Yadir Drake       | Durango        | 4        | -        | -     | 4     |
| Balbino Fuenmayor | Veracruz       | 4        | -        | -     | 4     |
| Jesús Castillo    | Aguascalientes | 3        | -        | -     | 3     |
| Corey Brown       | Tijuana        | 3        | -        | -     | 3     |

Nota: Liddi debió superar una muerte súbita en la primera ronda ante Drake y Fuenmayor.

## Playoffs
|  | Juego de comodines | Juego de comodines | Juego de comodines |           |   | Primer Playoff    | Primer Playoff    | Primer Playoff    |   |  | Series de Campeonato | Series de Campeonato | Series de Campeonato |   |  | Serie del Rey        | Serie del Rey        | Serie del Rey        |  |
|  | 11 de agosto       | 11 de agosto       | 11 de agosto       |           |   | 13 - 20 de agosto | 13 - 20 de agosto | 13 - 20 de agosto |   |  | 24 - 31 de agosto    | 24 - 31 de agosto    | 24 - 31 de agosto    |   |  | 5 - 10 de septiembre | 5 - 10 de septiembre | 5 - 10 de septiembre |  |
|  |                    |                    |                    |           |   |                   |                   |                   |   |  |                      |                      |                      |   |  |                      |                      |                      |  |
|  |                    |                    |                    |           |   |                   |                   |                   |   |  |                      |                      |                      |   |  |                      |                      |                      |  |
|  |                    |                    |                    |           |   |                   |                   |                   |   |  |                      |                      |                      |   |  |                      |                      |                      |  |
|  |                    |                    |                    |           |   |                   |                   |                   |   |  |                      |                      |                      |   |  |                      |                      |                      |  |
|  |                    |                    |                    |           |   |                   |                   |                   |   |  |                      |                      |                      |   |  |                      |                      |                      |  |
|  |                    | 3                  | Monclova           | 0         |   |                   |                   |                   |   |  |                      |                      |                      |   |  |                      |                      |                      |  |
|  |                    |                    |                    | 0         |   |                   |                   |                   |   |  |                      |                      |                      |   |  |                      |                      |                      |  |
|  |                    |                    | 2                  | Monterrey | 4 |                   |                   |                   |   |  |                      |                      |                      |   |  |                      |                      |                      |  |
|  |                    |                    | 2                  | Monterrey | 4 |                   |                   |                   |   |  |                      |                      |                      |   |  |                      |                      |                      |  |
|  |                    |                    |                    |           |   |                   |                   |                   |   |  |                      |                      |                      |   |  |                      |                      |                      |  |
|  |                    |                    |                    |           |   |                   |                   |                   |   |  |                      |                      |                      |   |  |                      |                      |                      |  |
|  |                    |                    |                    |           |   |                   | 2                 | Monterrey         | 2 |  |                      |                      |                      |   |  |                      |                      |                      |  |
|  | Zona Norte         |                    |                    |           |   |                   | 2                 | Monterrey         | 2 |  |                      |                      |                      |   |  |                      |                      |                      |  |
|  |                    |                    | 1                  | Tijuana   | 4 |                   |                   |                   |   |  |                      |                      |                      |   |  |                      |                      |                      |  |
|  |                    |                    | 1                  | Tijuana   | 4 |                   |                   |                   |   |  |                      |                      |                      |   |  |                      |                      |                      |  |
|  |                    |                    |                    |           |   |                   |                   |                   |   |  |                      |                      |                      |   |  |                      |                      |                      |  |
|  |                    |                    |                    |           |   |                   |                   |                   |   |  |                      |                      |                      |   |  |                      |                      |                      |  |
|  |                    | 4                  | Aguascalientes     | 2         |   |                   |                   |                   |   |  |                      |                      |                      |   |  |                      |                      |                      |  |
|  |                    |                    |                    | 2         |   |                   |                   |                   |   |  |                      |                      |                      |   |  |                      |                      |                      |  |
|  |                    |                    | 1                  | Tijuana   | 4 |                   |                   |                   |   |  |                      |                      |                      |   |  |                      |                      |                      |  |
|  |                    |                    | 1                  | Tijuana   | 4 |                   |                   |                   |   |  |                      |                      |                      |   |  |                      |                      |                      |  |
|  |                    |                    |                    |           |   |                   |                   |                   |   |  |                      |                      |                      |   |  |                      |                      |                      |  |
|  |                    |                    |                    |           |   |                   |                   |                   |   |  |                      |                      |                      |   |  |                      |                      |                      |  |
|  |                    |                    |                    |           |   |                   |                   |                   |   |  |                      | 1                    | Tijuana              | 4 |  |                      |                      |                      |  |
|  |                    |                    |                    |           |   |                   |                   |                   |   |  |                      |                      |                      | 4 |  |                      |                      |                      |  |
|  |                    |                    | 2                  | Puebla    | 1 |                   |                   |                   |   |  |                      |                      |                      |   |  |                      |                      |                      |  |
|  |                    |                    | 2                  | Puebla    | 1 |                   |                   |                   |   |  |                      |                      |                      |   |  |                      |                      |                      |  |
|  |                    |                    |                    |           |   |                   |                   |                   |   |  |                      |                      |                      |   |  |                      |                      |                      |  |
|  |                    |                    |                    |           |   |                   |                   |                   |   |  |                      |                      |                      |   |  |                      |                      |                      |  |
|  |                    | 3                  | Quintana Roo       | 0         |   |                   |                   |                   |   |  |                      |                      |                      |   |  |                      |                      |                      |  |
|  |                    |                    |                    | 0         |   |                   |                   |                   |   |  |                      |                      |                      |   |  |                      |                      |                      |  |
|  |                    |                    | 2                  | Puebla    | 4 |                   |                   |                   |   |  |                      |                      |                      |   |  |                      |                      |                      |  |
|  |                    |                    | 2                  | Puebla    | 4 |                   |                   |                   |   |  |                      |                      |                      |   |  |                      |                      |                      |  |
|  |                    |                    |                    |           |   |                   |                   |                   |   |  |                      |                      |                      |   |  |                      |                      |                      |  |
|  |                    |                    |                    |           |   |                   |                   |                   |   |  |                      |                      |                      |   |  |                      |                      |                      |  |
|  |                    |                    |                    |           |   |                   | 2                 | Puebla            | 4 |  |                      |                      |                      |   |  |                      |                      |                      |  |
|  | Zona Sur           |                    |                    |           |   |                   | 2                 | Puebla            | 4 |  |                      |                      |                      |   |  |                      |                      |                      |  |
|  |                    |                    | 1                  | Yucatán   | 1 |                   |                   |                   |   |  |                      |                      |                      |   |  |                      |                      |                      |  |
|  | 5                  | León               | 1                  | Yucatán   | 1 | 1                 |                   |                   |   |  |                      |                      |                      |   |  |                      |                      |                      |  |
|  | 5                  | León               |                    |           |   |                   |                   |                   |   |  |                      |                      |                      |   |  |                      |                      |                      |  |
|  | 4                  | Veracruz           | 0                  |           |   |                   |                   |                   |   |  |                      |                      |                      |   |  |                      |                      |                      |  |
|  | 4                  | Veracruz           | 0                  |           | 5 | León              | 0                 |                   |   |  |                      |                      |                      |   |  |                      |                      |                      |  |
|  |                    |                    |                    |           | 5 | León              | 0                 |                   |   |  |                      |                      |                      |   |  |                      |                      |                      |  |
|  |                    |                    | 1                  | Yucatán   | 4 |                   |                   |                   |   |  |                      |                      |                      |   |  |                      |                      |                      |  |
|  |                    |                    | 1                  | Yucatán   | 4 |                   |                   |                   |   |  |                      |                      |                      |   |  |                      |                      |                      |  |
|  |                    |                    |                    |           |   |                   |                   |                   |   |  |                      |                      |                      |   |  |                      |                      |                      |  |
|  |                    |                    |                    |           |   |                   |                   |                   |   |  |                      |                      |                      |   |  |                      |                      |                      |  |
|  |                    |                    |                    |           |   |                   |                   |                   |   |  |                      |                      |                      |   |  |                      |                      |                      |  |
|  |                    |                    |                    |           |   |                   |                   |                   |   |  |                      |                      |                      |   |  |                      |                      |                      |  |

|                                                                    |
| Campeón de la Liga Mexicana de Béisbol Toros de Tijuana 1.º título |

### Juego de comodines

#### Zona Sur

##### Leónvs.Veracruz

###### Juego Zona Sur
11 de agosto de 2017; Parque Deportivo Universitario "Beto Ávila", Veracruz, Veracruz.
| Equipo                                                                      | 1 | 2 | 3 | 4 | 5 | 6 | 7 | 8 | 9 | C | H  | E |
| --------------------------------------------------------------------------- | - | - | - | - | - | - | - | - | - | - | -- | - |
| León                                                                        | 0 | 0 | 0 | 1 | 2 | 0 | 0 | 4 | 2 | 9 | 12 | 2 |
| Veracruz                                                                    | 1 | 0 | 2 | 0 | 0 | 0 | 0 | 0 | 1 | 4 | 10 | 0 |
| G: Mitch Lively (1-0, 0.00); P: Wilfredo Ledezma (0-1, 40.50); SV: No hubo. |   |   |   |   |   |   |   |   |   |   |    |   |
| HR: LEO - E. Arredondo (1), N. Vásquez (1). ASIST: 4,279.                   |   |   |   |   |   |   |   |   |   |   |    |   |

- León gana el juego de eliminación.[44]

### Primer Playoff
| Equipo                                                                                  | 1 | 2 | 3 | 4 | 5 | 6 | 7 | 8 | 9 | C | H  | E |
| --------------------------------------------------------------------------------------- | - | - | - | - | - | - | - | - | - | - | -- | - |
| Aguascalientes                                                                          | 0 | 2 | 1 | 2 | 0 | 0 | 1 | 1 | 0 | 7 | 12 | 0 |
| Tijuana                                                                                 | 1 | 0 | 1 | 0 | 0 | 0 | 1 | 0 | 0 | 3 | 7  | 0 |
| G: Francisco Rosario (1-0, 3.38); P: Carlos Hernández (0-1, 11.25); SV: Ariel Peña (1). |   |   |   |   |   |   |   |   |   |   |    |   |
| HR: AGS - J. Vargas (1 y 2), J. Castillo (1); TIJ - C. Brown (1). ASIST: 17,201.        |   |   |   |   |   |   |   |   |   |   |    |   |

| Equipo                                                                           | 1 | 2 | 3 | 4 | 5 | 6 | 7 | 8 | 9 | C | H | E |
| -------------------------------------------------------------------------------- | - | - | - | - | - | - | - | - | - | - | - | - |
| Aguascalientes                                                                   | 0 | 0 | 1 | 0 | 0 | 0 | 0 | 2 | 0 | 3 | 9 | 1 |
| Tijuana                                                                          | 0 | 0 | 4 | 1 | 0 | 0 | 0 | 1 | X | 6 | 8 | 1 |
| G: Miguel Peña (1-0, 1.80); P: Yohan Flande (0-1, 3.38); SV: Jason Urquídez (1). |   |   |   |   |   |   |   |   |   |   |   |   |
| HR: No hubo. ASIST: 15,327.                                                      |   |   |   |   |   |   |   |   |   |   |   |   |

| Equipo                                                                               | 1 | 2 | 3 | 4 | 5 | 6 | 7 | 8 | 9 | C | H  | E |
| ------------------------------------------------------------------------------------ | - | - | - | - | - | - | - | - | - | - | -- | - |
| Tijuana                                                                              | 0 | 0 | 0 | 0 | 1 | 0 | 1 | 2 | 0 | 4 | 10 | 0 |
| Aguascalientes                                                                       | 0 | 1 | 0 | 1 | 0 | 1 | 0 | 0 | 0 | 3 | 4  | 0 |
| G: Carlos Fisher (1-0, 0.00); P: Linder Castro (0-1, 16.20); SV: Jason Urquídez (2). |   |   |   |   |   |   |   |   |   |   |    |   |
| HR: TIJ - A. Liddi (1); AGS - J. Vargas (3), J. Castillo (2 y 3). ASIST: 6,782.      |   |   |   |   |   |   |   |   |   |   |    |   |

| Equipo                                                                         | 1 | 2 | 3 | 4 | 5 | 6 | 7 | 8 | 9 | C | H | E |
| ------------------------------------------------------------------------------ | - | - | - | - | - | - | - | - | - | - | - | - |
| Tijuana                                                                        | 0 | 0 | 0 | 0 | 1 | 0 | 0 | 1 | 0 | 2 | 6 | 1 |
| Aguascalientes                                                                 | 0 | 0 | 0 | 0 | 0 | 3 | 0 | 0 | X | 3 | 7 | 2 |
| G: Roby Romero (1-0, 2.45); P: Mark Serrano (0-1, 10.13); SV: Edwin Salas (1). |   |   |   |   |   |   |   |   |   |   |   |   |
| HR: TIJ - C. Hankerd (1). ASIST: 5,899.                                        |   |   |   |   |   |   |   |   |   |   |   |   |

| Equipo                                                                   | 1 | 2 | 3 | 4 | 5 | 6 | 7 | 8 | 9 | C  | H  | E |
| ------------------------------------------------------------------------ | - | - | - | - | - | - | - | - | - | -- | -- | - |
| Tijuana                                                                  | 0 | 2 | 2 | 1 | 0 | 2 | 4 | 0 | 0 | 11 | 11 | 0 |
| Aguascalientes                                                           | 2 | 0 | 2 | 0 | 0 | 0 | 0 | 0 | 0 | 4  | 9  | 1 |
| G: Sergio Mitre (1-0, 1.35); P: Linder Castro (0-2, 10.38); SV: No hubo. |   |   |   |   |   |   |   |   |   |    |    |   |
| HR: No hubo. ASIST: 6,645.                                               |   |   |   |   |   |   |   |   |   |    |    |   |

| Equipo                                                                            | 1 | 2 | 3 | 4 | 5 | 6 | 7 | 8 | 9 | C | H  | E |
| --------------------------------------------------------------------------------- | - | - | - | - | - | - | - | - | - | - | -- | - |
| Aguascalientes                                                                    | 1 | 1 | 0 | 0 | 0 | 1 | 0 | 0 | 0 | 3 | 8  | 1 |
| Tijuana                                                                           | 0 | 0 | 1 | 1 | 0 | 0 | 1 | 1 | X | 4 | 10 | 1 |
| G: Juan Sandoval (1-0, 4.50); P: Roy Merritt (0-1, 3.86); SV: Jason Urquídez (3). |   |   |   |   |   |   |   |   |   |   |    |   |
| HR: AGS - C. Rodríguez (1); TIJ - C. Brown (2), A. Liddi (2). ASIST: 17,608.      |   |   |   |   |   |   |   |   |   |   |    |   |

| Equipo                                                                        | 1 | 2 | 3 | 4 | 5 | 6 | 7 | 8 | 9 | C | H  | E |
| ----------------------------------------------------------------------------- | - | - | - | - | - | - | - | - | - | - | -- | - |
| Monclova                                                                      | 0 | 0 | 0 | 0 | 0 | 2 | 0 | 0 | 0 | 2 | 10 | 0 |
| Monterrey                                                                     | 0 | 2 | 0 | 0 | 0 | 0 | 3 | 0 | X | 5 | 14 | 0 |
| G: Nick Struck (1-0, 0.00); P: Josh Lowey (0-1, 4.26); SV: Wirfin Obispo (1). |   |   |   |   |   |   |   |   |   |   |    |   |
| HR: No hubo. ASIST: 22,458.                                                   |   |   |   |   |   |   |   |   |   |   |    |   |

| Equipo                                                                                     | 1 | 2 | 3 | 4 | 5 | 6 | 7 | 8 | 9 | C | H  | E |
| ------------------------------------------------------------------------------------------ | - | - | - | - | - | - | - | - | - | - | -- | - |
| Monclova                                                                                   | 0 | 0 | 0 | 0 | 1 | 0 | 0 | 1 | 3 | 5 | 8  | 2 |
| Monterrey                                                                                  | 1 | 0 | 4 | 0 | 1 | 0 | 0 | 0 | X | 6 | 14 | 2 |
| G: Ángel Castro (1-0, 2.25); P: Ryan Verdugo (0-1, 22.50); SV: No hubo.                    |   |   |   |   |   |   |   |   |   |   |    |   |
| HR: MVA - T. Torres (1), R. Rivera (1), J. Amador (1); MTY - L. Juárez (1). ASIST: 18,543. |   |   |   |   |   |   |   |   |   |   |    |   |

| Equipo                                                                               | 1 | 2 | 3 | 4 | 5 | 6 | 7 | 8 | 9 | C | H  | E |
| ------------------------------------------------------------------------------------ | - | - | - | - | - | - | - | - | - | - | -- | - |
| Monterrey                                                                            | 2 | 0 | 3 | 2 | 0 | 2 | 0 | 0 | 0 | 9 | 14 | 1 |
| Monclova                                                                             | 0 | 0 | 4 | 1 | 0 | 0 | 0 | 0 | 0 | 5 | 8  | 0 |
| G: Marcos Rivas (1-0, 0.00); P: Franklin Morales (0-1, 15.43); SV: No hubo.          |   |   |   |   |   |   |   |   |   |   |    |   |
| HR: MTY - Z. Almonte (1 y 2), L. Flores (1 y 2); MVA - C. Quentin (1). ASIST: 8,500. |   |   |   |   |   |   |   |   |   |   |    |   |

| Equipo                                                                           | 1 | 2 | 3 | 4 | 5 | 6 | 7 | 8 | 9 | C | H  | E |
| -------------------------------------------------------------------------------- | - | - | - | - | - | - | - | - | - | - | -- | - |
| Monterrey                                                                        | 0 | 1 | 0 | 0 | 0 | 3 | 1 | 0 | 1 | 6 | 12 | 0 |
| Monclova                                                                         | 0 | 0 | 0 | 1 | 0 | 2 | 0 | 0 | 0 | 3 | 7  | 0 |
| G: Jorge Reyes (1-0, 4.76); P: Mauricio Lara (0-1, 6.35); SV: Wirfin Obispo (2). |   |   |   |   |   |   |   |   |   |   |    |   |
| HR: No hubo. ASIST: 8,500.                                                       |   |   |   |   |   |   |   |   |   |   |    |   |

| Equipo                                                                                 | 1 | 2 | 3 | 4 | 5 | 6 | 7 | 8 | 9 | C | H | E |
| -------------------------------------------------------------------------------------- | - | - | - | - | - | - | - | - | - | - | - | - |
| León                                                                                   | 0 | 0 | 0 | 0 | 0 | 0 | 0 | 0 | 0 | 0 | 3 | 0 |
| Yucatán                                                                                | 1 | 0 | 0 | 0 | 1 | 0 | 0 | 0 | X | 2 | 3 | 0 |
| G: Yoanner Negrín (1-0, 0.00); P: Marco Quevedo (0-1, 2.25); SV: Ronald Belisario (1). |   |   |   |   |   |   |   |   |   |   |   |   |
| HR: No hubo. ASIST: 8,163.                                                             |   |   |   |   |   |   |   |   |   |   |   |   |

| Equipo                                                                       | 1 | 2 | 3 | 4 | 5 | 6 | 7 | 8 | 9 | 10 | 11 | C | H  | E |
| ---------------------------------------------------------------------------- | - | - | - | - | - | - | - | - | - | -- | -- | - | -- | - |
| León                                                                         | 0 | 0 | 0 | 1 | 0 | 2 | 0 | 0 | 0 | 0  | 0  | 3 | 10 | 0 |
| Yucatán                                                                      | 0 | 0 | 0 | 0 | 0 | 0 | 1 | 0 | 2 | 0  | 2  | 5 | 8  | 0 |
| G: Ronald Belisario (1-0, 0.00); P: Fredy Quintero (0-1, 5.40); SV: No hubo. |   |   |   |   |   |   |   |   |   |    |    |   |    |   |
| HR: YUC - J. Francisco (1). ASIST: 9,682.                                    |   |   |   |   |   |   |   |   |   |    |    |   |    |   |

| Equipo                                                                 | 1 | 2 | 3 | 4 | 5 | 6 | 7 | 8 | 9 | C | H | E |
| ---------------------------------------------------------------------- | - | - | - | - | - | - | - | - | - | - | - | - |
| Yucatán                                                                | 0 | 3 | 1 | 0 | 0 | 0 | 0 | 0 | 1 | 5 | 8 | 0 |
| León                                                                   | 0 | 0 | 0 | 0 | 1 | 0 | 0 | 0 | 0 | 1 | 3 | 0 |
| G: José Samayoa (1-0, 1.50); P: Mitch Lively (0-1, 4.70); SV: No hubo. |   |   |   |   |   |   |   |   |   |   |   |   |
| HR: YUC - J. Aguilar (1), R. Álvarez (1). ASIST: 6,238.                |   |   |   |   |   |   |   |   |   |   |   |   |

| Equipo                                                                               | 1 | 2 | 3 | 4 | 5 | 6 | 7 | 8 | 9 | C | H  | E |
| ------------------------------------------------------------------------------------ | - | - | - | - | - | - | - | - | - | - | -- | - |
| Yucatán                                                                              | 0 | 0 | 0 | 0 | 1 | 0 | 0 | 3 | 1 | 5 | 7  | 0 |
| León                                                                                 | 0 | 0 | 1 | 0 | 0 | 0 | 0 | 2 | 1 | 4 | 14 | 3 |
| G: Jesús Barraza (1-0, 0.00); P: Walter Silva (0-1, 2.35); SV: Ronald Belisario (2). |   |   |   |   |   |   |   |   |   |   |    |   |
| HR: YUC - D. Madero (1). ASIST: 6,894.                                               |   |   |   |   |   |   |   |   |   |   |    |   |

| Equipo                                                                 | 1 | 2 | 3 | 4 | 5 | 6 | 7 | 8 | 9 | C | H  | E |
| ---------------------------------------------------------------------- | - | - | - | - | - | - | - | - | - | - | -- | - |
| Quintana Roo                                                           | 0 | 0 | 0 | 1 | 0 | 0 | 0 | 0 | 0 | 1 | 10 | 0 |
| Puebla                                                                 | 0 | 2 | 0 | 0 | 0 | 0 | 4 | 1 | X | 7 | 14 | 0 |
| G: Josh Roenicke (1-0, 1.29); P: Kameron Loe (0-1, 7.11); SV: No hubo. |   |   |   |   |   |   |   |   |   |   |    |   |
| HR: PUE - R. Rodríguez (1), J. Borbón (1). ASIST: 7,146.               |   |   |   |   |   |   |   |   |   |   |    |   |

| Equipo                                                                         | 1 | 2 | 3 | 4 | 5 | 6 | 7 | 8 | 9 | C | H  | E |
| ------------------------------------------------------------------------------ | - | - | - | - | - | - | - | - | - | - | -- | - |
| Quintana Roo                                                                   | 0 | 0 | 0 | 0 | 1 | 0 | 0 | 1 | 0 | 2 | 5  | 1 |
| Puebla                                                                         | 0 | 0 | 0 | 3 | 1 | 0 | 1 | 0 | X | 5 | 10 | 1 |
| G: Josh Outman (1-0, 1.13); P: Pablo Ortega (0-1, 7.50); SV: Deunte Heath (1). |   |   |   |   |   |   |   |   |   |   |    |   |
| HR: PUE - J. Arredondo (1). ASIST: 7,305.                                      |   |   |   |   |   |   |   |   |   |   |    |   |

| Equipo                                                                  | 1 | 2 | 3 | 4 | 5 | 6 | 7 | 8 | 9 | C | H  | E |
| ----------------------------------------------------------------------- | - | - | - | - | - | - | - | - | - | - | -- | - |
| Puebla                                                                  | 0 | 3 | 0 | 0 | 0 | 0 | 0 | 3 | 0 | 6 | 9  | 0 |
| Quintana Roo                                                            | 0 | 0 | 0 | 0 | 0 | 0 | 1 | 0 | 0 | 1 | 10 | 1 |
| G: Jaime Lugo (1-0, 1.50); P: Dustin Crenshaw (0-1, 3.86); SV: No hubo. |   |   |   |   |   |   |   |   |   |   |    |   |
| HR: PUE - J. Arredondo (2 y 3). ASIST: 5,754.                           |   |   |   |   |   |   |   |   |   |   |    |   |

| Equipo                                                                        | 1 | 2 | 3 | 4 | 5 | 6 | 7 | 8 | 9 | C | H  | E |
| ----------------------------------------------------------------------------- | - | - | - | - | - | - | - | - | - | - | -- | - |
| Puebla                                                                        | 0 | 0 | 0 | 0 | 0 | 0 | 0 | 0 | 2 | 2 | 10 | 0 |
| Quintana Roo                                                                  | 0 | 0 | 0 | 0 | 0 | 0 | 0 | 0 | 0 | 0 | 8  | 2 |
| G: Julio Félix (1-0, 0.00); P: Raúl Barrón (0-1, 9.00); SV: Deunte Heath (2). |   |   |   |   |   |   |   |   |   |   |    |   |
| HR: No hubo. ASIST: 5,306.                                                    |   |   |   |   |   |   |   |   |   |   |    |   |

### Series de Campeonato
| Equipo                                                                  | 1 | 2 | 3 | 4 | 5 | 6 | 7 | 8 | 9 | C  | H  | E |
| ----------------------------------------------------------------------- | - | - | - | - | - | - | - | - | - | -- | -- | - |
| Monterrey                                                               | 0 | 0 | 0 | 0 | 1 | 0 | 0 | 0 | 0 | 1  | 5  | 0 |
| Tijuana                                                                 | 0 | 0 | 0 | 3 | 0 | 0 | 7 | 0 | X | 10 | 16 | 0 |
| G: Alex Sanabia (1-0, 1.29); P: Javier Solano (0-1, 7.11); SV: No hubo. |   |   |   |   |   |   |   |   |   |    |    |   |
| HR: TIJ - C. Hankerd (1). ASIST: 13,685.                                |   |   |   |   |   |   |   |   |   |    |    |   |

| Equipo                                                                    | 1 | 2 | 3 | 4 | 5 | 6 | 7 | 8 | 9 | C | H  | E |
| ------------------------------------------------------------------------- | - | - | - | - | - | - | - | - | - | - | -- | - |
| Monterrey                                                                 | 1 | 0 | 0 | 0 | 0 | 0 | 0 | 0 | 0 | 1 | 5  | 0 |
| Tijuana                                                                   | 0 | 0 | 0 | 0 | 0 | 3 | 0 | 4 | X | 7 | 10 | 0 |
| G: Horacio Ramírez (1-0, 1.29); P: Ángel Castro (0-1, 5.06); SV: No hubo. |   |   |   |   |   |   |   |   |   |   |    |   |
| HR: TIJ - A. Liddi (1). ASIST: 17,021.                                    |   |   |   |   |   |   |   |   |   |   |    |   |

| Equipo                                                                                                | 1 | 2 | 3 | 4 | 5 | 6 | 7 | 8 | 9 | C | H | E |
| --- | - | - | - | - | - | - | - | - | - | - | - | - |
| Tijuana                                                                                               | 0 | 0 | 0 | 1 | 0 | 1 | 0 | 0 | 0 | 2 | 7 | 1 |
| Monterrey                                                                                             | 0 | 0 | 0 | 3 | 1 | 0 | 0 | 0 | X | 4 | 9 | 0 |
| G: Édgar González (1-0, 3.00); P: Miguel Peña (0-1, 7.71); SV: Wirfin Obispo (1).                     |   |   |   |   |   |   |   |   |   |   |   |   |
| HR: TIJ - C. Brown (1), R. López (1); MTY - R. Ríos (1), D. Mayora (1), L. Juárez (1). ASIST: 23,176. |   |   |   |   |   |   |   |   |   |   |   |   |

| Equipo                                                                          | 1 | 2 | 3 | 4 | 5 | 6 | 7 | 8 | 9 | C | H  | E |
| ------------------------------------------------------------------------------- | - | - | - | - | - | - | - | - | - | - | -- | - |
| Tijuana                                                                         | 0 | 0 | 0 | 0 | 1 | 0 | 0 | 0 | 0 | 1 | 5  | 1 |
| Monterrey                                                                       | 0 | 1 | 0 | 0 | 1 | 0 | 2 | 0 | X | 4 | 10 | 0 |
| G: Jorge Reyes (1-0, 1.50); P: Sergio Mitre (0-1, 1.80); SV: Wirfin Obispo (2). |   |   |   |   |   |   |   |   |   |   |    |   |
| HR: TIJ - J. Cantú (1); MTY - A. Murillo (1). ASIST: 17,086.                    |   |   |   |   |   |   |   |   |   |   |    |   |

| Equipo                                                                             | 1 | 2 | 3 | 4 | 5 | 6 | 7 | 8 | 9 | C | H | E |
| ---------------------------------------------------------------------------------- | - | - | - | - | - | - | - | - | - | - | - | - |
| Tijuana                                                                            | 0 | 0 | 0 | 3 | 0 | 0 | 0 | 0 | 1 | 4 | 4 | 1 |
| Monterrey                                                                          | 1 | 0 | 0 | 0 | 0 | 0 | 0 | 0 | 0 | 1 | 1 | 0 |
| G: Alex Sanabia (2-0, 0.64); P: Javier Solano (0-2, 5.52); SV: Jason Urquídez (1). |   |   |   |   |   |   |   |   |   |   |   |   |
| HR: TIJ - D. Martin (1), C. Brown (2). ASIST: 21,285.                              |   |   |   |   |   |   |   |   |   |   |   |   |

| Equipo                                                                               | 1 | 2 | 3 | 4 | 5 | 6 | 7 | 8 | 9 | C | H  | E |
| ------------------------------------------------------------------------------------ | - | - | - | - | - | - | - | - | - | - | -- | - |
| Monterrey                                                                            | 0 | 1 | 0 | 0 | 1 | 0 | 0 | 0 | 0 | 2 | 10 | 1 |
| Tijuana                                                                              | 2 | 0 | 2 | 0 | 0 | 0 | 0 | 0 | X | 4 | 7  | 0 |
| G: Horacio Ramírez (2-0, 2.19); P: Ángel Castro (0-2, 6.75); SV: Jason Urquídez (2). |   |   |   |   |   |   |   |   |   |   |    |   |
| HR: MTY - D. Mayora (2), Z. Almonte (1). ASIST: 17,987.                              |   |   |   |   |   |   |   |   |   |   |    |   |

| Equipo                                                                             | 1 | 2 | 3 | 4 | 5 | 6 | 7 | 8 | 9 | C | H | E |
| ---------------------------------------------------------------------------------- | - | - | - | - | - | - | - | - | - | - | - | - |
| Puebla                                                                             | 0 | 0 | 0 | 0 | 0 | 1 | 0 | 3 | 0 | 4 | 7 | 0 |
| Yucatán                                                                            | 0 | 0 | 0 | 0 | 1 | 0 | 0 | 0 | 0 | 1 | 8 | 1 |
| G: Josh Roenicke (1-0, 1.29); P: Jesús Barraza (0-1, 81.00); SV: Deunte Heath (1). |   |   |   |   |   |   |   |   |   |   |   |   |
| HR: No hubo. ASIST: 12,000.                                                        |   |   |   |   |   |   |   |   |   |   |   |   |

| Equipo                                                                                       | 1 | 2 | 3 | 4 | 5 | 6 | 7 | 8 | 9 | C | H  | E |
| -------------------------------------------------------------------------------------------- | - | - | - | - | - | - | - | - | - | - | -- | - |
| Puebla                                                                                       | 2 | 0 | 0 | 3 | 0 | 0 | 0 | 1 | 0 | 6 | 14 | 1 |
| Yucatán                                                                                      | 0 | 1 | 1 | 0 | 0 | 5 | 0 | 0 | X | 7 | 9  | 1 |
| G: Francisco Rodríguez (1-0, 0.00); P: Mario Morales (0-1, 13.50); SV: Ronald Belisario (1). |   |   |   |   |   |   |   |   |   |   |    |   |
| HR: YUC - J. Francisco (1), D. Madero (1). ASIST: 12,000.                                    |   |   |   |   |   |   |   |   |   |   |    |   |

| Equipo                                                                        | 1 | 2 | 3 | 4 | 5 | 6 | 7 | 8 | 9 | C | H  | E |
| ----------------------------------------------------------------------------- | - | - | - | - | - | - | - | - | - | - | -- | - |
| Yucatán                                                                       | 0 | 0 | 0 | 0 | 0 | 0 | 0 | 1 | 0 | 1 | 5  | 0 |
| Puebla                                                                        | 0 | 0 | 0 | 0 | 1 | 0 | 0 | 0 | 1 | 2 | 10 | 0 |
| G: Deunte Heath (1-0, 2.70); P: Francisco Rodríguez (1-1, 3.00); SV: No hubo. |   |   |   |   |   |   |   |   |   |   |    |   |
| HR: YUC - S. Valle (1); PUE - C. Tapia (1). ASIST: 11,812.                    |   |   |   |   |   |   |   |   |   |   |    |   |

| Equipo                                                                             | 1 | 2 | 3 | 4 | 5 | 6 | 7 | 8 | 9 | C  | H  | E |
| ---------------------------------------------------------------------------------- | - | - | - | - | - | - | - | - | - | -- | -- | - |
| Yucatán                                                                            | 0 | 1 | 0 | 4 | 0 | 0 | 1 | 0 | 1 | 7  | 12 | 2 |
| Puebla                                                                             | 2 | 0 | 1 | 4 | 4 | 0 | 0 | 0 | X | 11 | 16 | 0 |
| G: Josh Roenicke (2-0, 4.38); P: Yoanner Negrín (0-1, 2.70); SV: Deunte Heath (2). |   |   |   |   |   |   |   |   |   |    |    |   |
| HR: YUC - Y. Betancourt (1); PUE - I. Salas (1), J. Arredondo (1). ASIST: 11,099.  |   |   |   |   |   |   |   |   |   |    |    |   |

| Equipo                                                                               | 1 | 2 | 3 | 4 | 5 | 6 | 7 | 8 | 9 | C | H  | E |
| ------------------------------------------------------------------------------------ | - | - | - | - | - | - | - | - | - | - | -- | - |
| Yucatán                                                                              | 0 | 0 | 0 | 0 | 1 | 2 | 0 | 0 | 0 | 3 | 11 | 1 |
| Puebla                                                                               | 0 | 0 | 0 | 0 | 4 | 0 | 0 | 0 | X | 4 | 9  | 1 |
| G: Andrés Iván Meza (1-0, 3.18); P: James Russell (0-1, 9.82); SV: Deunte Heath (3). |   |   |   |   |   |   |   |   |   |   |    |   |
| HR: YUC - Y. Betancourt (2). ASIST: 10,712.                                          |   |   |   |   |   |   |   |   |   |   |    |   |

### Serie del Rey
Los Toros de Tijuana conquistaron su primer título en la Liga Mexicana de Béisbol y alzaron la Copa Zaachila, al superar 4-1 a los Pericos de Puebla en la Serie del Rey. En el juego decisivo los Toros empataron récord de Serie Final al conectar cinco jonrones, previamente lo realizaron Tigres en el 2000, Diablos en el 2001, y de nueva cuenta Tigres en el mismo año 2001.
El trofeo de Jugador Más Valioso fue para Roberto López de Toros, quien en la Serie del Rey tuvo seis carreras producidas, además bateó .429 en cinco juegos y lució a la defensiva en el jardín izquierdo.

#### Pueblavs.Tijuana

##### Juego 1
5 de septiembre de 2017; Estadio Gasmart, Tijuana, Baja California.
| Equipo                                                                 | 1 | 2 | 3 | 4 | 5 | 6 | 7 | 8 | 9 | C | H  | E |
| ---------------------------------------------------------------------- | - | - | - | - | - | - | - | - | - | - | -- | - |
| Puebla                                                                 | 0 | 0 | 0 | 0 | 1 | 1 | 0 | 0 | 0 | 2 | 5  | 2 |
| Tijuana                                                                | 0 | 0 | 1 | 1 | 0 | 6 | 0 | 0 | X | 8 | 12 | 1 |
| G: Jo-Jo Reyes (1-0, 0.00); P: Josh Roenicke (0-1, 5.06); SV: No hubo. |   |   |   |   |   |   |   |   |   |   |    |   |
| HR: No hubo. ASIST: 15,105.                                            |   |   |   |   |   |   |   |   |   |   |    |   |

- Tijuana lidera la serie 1-0.

##### Juego 2
6 de septiembre de 2017; Estadio Gasmart, Tijuana, Baja California.
| Equipo                                                                             | 1 | 2 | 3 | 4 | 5 | 6 | 7 | 8 | 9 | C | H  | E |
| ---------------------------------------------------------------------------------- | - | - | - | - | - | - | - | - | - | - | -- | - |
| Puebla                                                                             | 0 | 0 | 0 | 3 | 0 | 0 | 0 | 0 | 0 | 3 | 10 | 0 |
| Tijuana                                                                            | 0 | 0 | 2 | 0 | 0 | 1 | 2 | 0 | X | 5 | 12 | 0 |
| G: Mark Serrano (1-0, 0.00); P: Henry García (0-1, 27.00); SV: Jason Urquídez (1). |   |   |   |   |   |   |   |   |   |   |    |   |
| HR: PUE - H. Garanzuay (1); TIJ - C. Hankerd (1), J. Apodaca (1). ASIST: 16,231.   |   |   |   |   |   |   |   |   |   |   |    |   |

- Tijuana lidera la serie 2-0.

##### Juego 3
8 de septiembre de 2017; Estadio Hermanos Serdán, Puebla, Puebla.
| Equipo                                                                   | 1 | 2 | 3 | 4 | 5 | 6 | 7 | 8 | 9 | C | H | E |
| ------------------------------------------------------------------------ | - | - | - | - | - | - | - | - | - | - | - | - |
| Tijuana                                                                  | 0 | 0 | 0 | 1 | 2 | 1 | 0 | 0 | 0 | 4 | 7 | 1 |
| Puebla                                                                   | 0 | 0 | 0 | 0 | 0 | 0 | 0 | 0 | 0 | 0 | 6 | 2 |
| G: Horacio Ramírez (1-0, 0.00); P: Josh Outman (0-1, 5.06); SV: No hubo. |   |   |   |   |   |   |   |   |   |   |   |   |
| HR: TIJ - R. López (1). ASIST: 11,906.                                   |   |   |   |   |   |   |   |   |   |   |   |   |

- Tijuana lidera la serie 3-0.

##### Juego 4
9 de septiembre de 2017; Estadio Hermanos Serdán, Puebla, Puebla.
| Equipo                                                                               | 1 | 2 | 3 | 4 | 5 | 6 | 7 | 8 | 9 | C | H  | E |
| ------------------------------------------------------------------------------------ | - | - | - | - | - | - | - | - | - | - | -- | - |
| Tijuana                                                                              | 3 | 0 | 0 | 0 | 0 | 0 | 0 | 0 | 0 | 3 | 7  | 0 |
| Puebla                                                                               | 0 | 1 | 0 | 4 | 0 | 0 | 0 | 1 | X | 6 | 10 | 0 |
| G: Andrés Iván Meza (1-0, 5.06); P: Sergio Mitre (0-1, 13.50); SV: Deunte Heath (1). |   |   |   |   |   |   |   |   |   |   |    |   |
| HR: No hubo. ASIST: 12,112.                                                          |   |   |   |   |   |   |   |   |   |   |    |   |

- Tijuana lidera la serie 3-1.

##### Juego 5
10 de septiembre de 2017; Estadio Hermanos Serdán, Puebla, Puebla.
| Equipo | 1 | 2 | 3 | 4 | 5 | 6 | 7 | 8 | 9 | C  | H  | E |
| --- | - | - | - | - | - | - | - | - | - | -- | -- | - |
| Tijuana | 0 | 0 | 6 | 4 | 1 | 0 | 0 | 2 | 2 | 15 | 19 | 0 |
| Puebla | 1 | 0 | 0 | 0 | 0 | 0 | 1 | 1 | 0 | 3  | 9  | 0 |
| G: Miguel Peña (1-0, 1.69); P: Josh Roenicke (0-2, 12.00); SV: No hubo.                                      |   |   |   |   |   |   |   |   |   |    |    |   |
| HR: TIJ - D. Martin (1), A. Liddi (1), C. Hankerd (2 y 3), C. Brown (1); PUE - A. Carreón (1). ASIST: 6,954. |   |   |   |   |   |   |   |   |   |    |    |   |

- Tijuana gana la serie 4-1.[55]

## Líderes
A continuación se muestran los lideratos tanto individuales como colectivos de los diferentes departamentos de bateo y de pitcheo.

### Bateo
| Categoría           | Individual              | Marca | Colectivo                  | Marca |
| ------------------- | ----------------------- | ----- | -------------------------- | ----- |
| Porcentaje          | Yadir Drake (DUR)       | .385  | Sultanes de Monterrey      | .307  |
| Carreras Producidas | Ricky Álvarez (LAG-YUC) | 105   | Vaqueros Unión Laguna      | 607   |
| Home Runs           | Rainel Rosario (SAL)    | 26    | Rieleros de Aguascalientes | 120   |
| Carreras Anotadas   | Ramón Urías (MEX)       | 91    | Vaqueros Unión Laguna      | 665   |
| Hits                | Zoilo Almonte (MTY)     | 157   | Sultanes de Monterrey      | 1,193 |
| Dobles              | Chris Roberson (MTY)    | 35    | Vaqueros Unión Laguna      | 222   |
| Triples             | Yosmany Guerra (CAM)    | 12    | Vaqueros Unión Laguna      | 28    |
| Bases Robadas       | Justin Greene (SAL-MVA) | 51    | Saraperos de Saltillo      | 120   |
| Slugging            | Yadir Drake (DUR)       | .642  | Rieleros de Aguascalientes | .457  |

### Pitcheo
| Categoría         | Individual           | Marca | Colectivo                              | Marca |
| ----------------- | -------------------- | ----- | -------------------------------------- | ----- |
| Efectividad       | Néstor Molina (VER)  | 1.89  | Toros de Tijuana                       | 3.52  |
| Juegos Ganados    | Octavio Acosta (MEX) | 14    | Toros de Tijuana                       | 76    |
| Ponches           | Josh Lowey (MVA)     | 146   | Acereros del Norte                     | 817   |
| Entradas Lanzadas | Néstor Molina (VER)  | 152.2 | Sultanes de Monterrey                  | 982.0 |
| Juegos Completos  | Néstor Molina (VER)  | 3     | Rojos del Águila de Veracruz           | 6     |
| Blanqueadas       | Yoanner Negrín (YUC) | 2     | Acereros del Norte                     | 10    |
| Juegos Salvados   | Chad Gaudin (MVA)    | 29    | Sultanes de Monterrey Toros de Tijuana | 32    |
| WHIP              | Néstor Molina (VER)  | 1.08  | Toros de Tijuana                       | 1.28  |

## Designaciones
A continuación se muestran a los ganadores de las Nominaciones Especiales 2017.
| Designación         | Ganador         | Equipo                       |
| ------------------- | --------------- | ---------------------------- |
| Jugador más valioso | Jesús Castillo  | Rieleros de Aguascalientes   |
| Pitcher del año     | Néstor Molina   | Rojos del Águila de Veracruz |
| Relevista del año   | Chad Gaudin     | Acereros del Norte           |
| Novato del año      | Ricky Rodríguez | Pericos de Puebla            |
| Retorno del año     | Jesús Arredondo | Pericos de Puebla            |
| Mánager del año     | Homar Rojas     | Rieleros de Aguascalientes   |
| Ejecutiva del año   | Blanca Uribe    | Toros de Tijuana             |

## Acontecimientos relevantes
- 23 de marzo: La Liga Mexicana de Béisbol autorizó al club Bravos de León a ser visitante en la serie ante los Rojos del Águila de Veracruz, la cual tendría inicialmente programada en casa a partir del 7 de abril, para que la LMB tuviera oportunidad de hacer una última revisión al Estadio Domingo Santana ubicado en León, Guanajuato, durante los primeros días de abril, para evaluar el terreno de juego, el alumbrado y las facilidades para aficionados y jugadores. De esta manera Bravos de León sostendría sus primeras cinco series en gira ante Pericos de Puebla, Guerreros de Oaxaca, Rojos del Águila de Veracruz, Acereros del Norte y Sultanes de Monterrey.[59]
- 27 de marzo: La Liga Mexicana de Béisbol ratificó por unanimidad que el club Generales de Durango tomara parte de la temporada 2017, luego de garantizar la remodelación del Estadio Francisco Villa en tiempo y forma, a satisfacción de los requerimientos del circuito.[60] El primer juego en casa de los Generales de Durango fue el 2 de mayo, cuando recibieron a los Acereros del Norte.[61][62][63]
- 19 de abril: En la parte baja de la quinta entrada del primer juego de la serie entre los Diablos Rojos del México y los Bravos de León, ocurrió un incidente en el Estadio Domingo Santana, de León, Guanajuato, donde debido a un fuerte viento cayó una estructura sobre el jardín central, provocando lesiones no graves a tres personas.[64]
- 20 de junio: El venezolano Daniel Mayora, de los Generales de Durango, se quedó a un juego de empatar el récord de la Liga Mexicana de más juegos conectando al menos un imparable, en un partido disputado entre los Bravos de León y los Generales de Durango en el Estadio Francisco Villa de Durango, Durango; que terminó 5-2 a favor de los locales.[65][66]
- 23 de junio: El estadounidense Julio Borbón, de los Acereros del Norte, empató el récord de la Liga Mexicana al batear de 6-6, en un partido disputado entre los Piratas de Campeche y los Acereros del Norte en el Estadio Monclova de Monclova, Coahuila; que terminó 21-9 a favor de los locales.[67]
- 28 de junio: La Liga Mexicana de Béisbol conmemoró su 92 aniversario.[68]
- 14 de julio: Fallece René Chávez, quien fue un destacado lanzador de 1968 a 1980 con los equipos Rojos del Águila de Veracruz, Cafeteros de Córdoba, Dorados de Chihuahua y Diablos Rojos del México.[69]
- 16 de julio: Manny Barreda, de los Toros de Tijuana, se convirtió en el primer lanzador en la historia de su club en lanzar un juego sin hit ni carrera de manera individual, juego que fue de 9 entradas, para comandar la victoria de su equipo por 4-0 sobre los Olmecas de Tabasco, ante más de trece mil personas reunidas (13,598)[70] en el Estadio Gasmart de Tijuana, Baja California. Anteriormente en el Estadio Calimax se lanzó un juego sin hit ni carrera combinado, y fue el 26 de julio de 2005 por los lanzadores de Potros de Tijuana Alonso Beltrán, Adolfo Delfín, Julio César Parra y Andy Shibilo, para una victoria de 5-0 sobre los Saraperos de Saltillo.[71]

Video del juego sin hit ni carrera.
- 25 de julio: El estadounidense Julio Borbón, de los Pericos de Puebla, se fue de 6-6 empatando el récord de Liga Mexicana por segunda ocasión en la campaña, en un partido disputado entre los Tigres de Quintana Roo y los Pericos de Puebla en el Estadio Hermanos Serdán de Puebla, Puebla; que terminó 15-1 a favor de los locales.[72]
- 10 de agosto: Se informó que el laboratorio del Instituto de Medicina del Deporte de Cuba, avalado por la Agencia Mundial Antidopaje (WADA por sus siglas en inglés), entregó 161 resultados, de los cuales dos arrojaron resultados adversos:

1. El estadounidense Jason Pridie, del Club Pericos de Puebla, por oxicodona.
2. El mexicano Carlos Valencia, del Club Bravos de León, por anfetaminas.

A Jason Pridie se le suspendió 50 juegos en la LMB y a Carlos Valencia 100 juegos, dado que este último fue reincidente.
- 18 de septiembre: Fallece Gabriel Lugo, quien en su paso por Liga Mexicana entre 1966 y 1983 vistió las franelas de Charros de Jalisco, Saraperos de Saltillo, Tecolotes de Nuevo Laredo, Cafeteros de Córdoba, Azules de Coatzacoalcos, Cachorros de León, Broncos de Reynosa y Rieleros de Aguascalientes. Su carrera finalizó con 1,840 imparables, 271 dobles, 157 cuadrangulares, 987 producidas y 127 estafas.[74]
- 9 de octubre: Fallece Armando "Agujita" Sánchez, quien fuera un pilar en la historia de los Diablos Rojos del México en la década de los 80. En sus trece campañas con los Diablos, tuvo un promedio al bat de .318. Es miembro distinguido del grupo de los diez mejores Diablos de todos los tiempos. Es séptimo en juegos jugados, 1,118. Octavo en veces al bat, 4,024. Sexto en carreras anotadas, 660. Séptimo en hits, 1,278. Sexto en dobles, 190. Noveno en carreras producidas, 516, y décimo en bases robadas, 73. Participó en diez playoffs, cuatro series finales. En la de 1981 no vio acción como novato. Su última temporada con el México fue en 1993. Se retiró en 1999 jugando para los Cafeteros de Córdoba.[75]
- 22 de noviembre: Fallece Miguel Suárez, también conocido como "Mr. Hit", quien debutara con los Diablos Rojos del México en 1971.[76]
- 11 de diciembre: Blanca Uribe, presidenta adjunta de los Toros de Tijuana, se convirtió en la primera mujer Ejecutiva del Año en la historia de la Liga Mexicana de Béisbol.[77]